# Platysenta niveopicta
Platysenta niveopicta är en fjärilsart som beskrevs av Butler 1878. Platysenta niveopicta ingår i släktet Platysenta och familjen nattflyn. Inga underarter finns listade i Catalogue of Life.